# العنصرية في أمريكا الشمالية

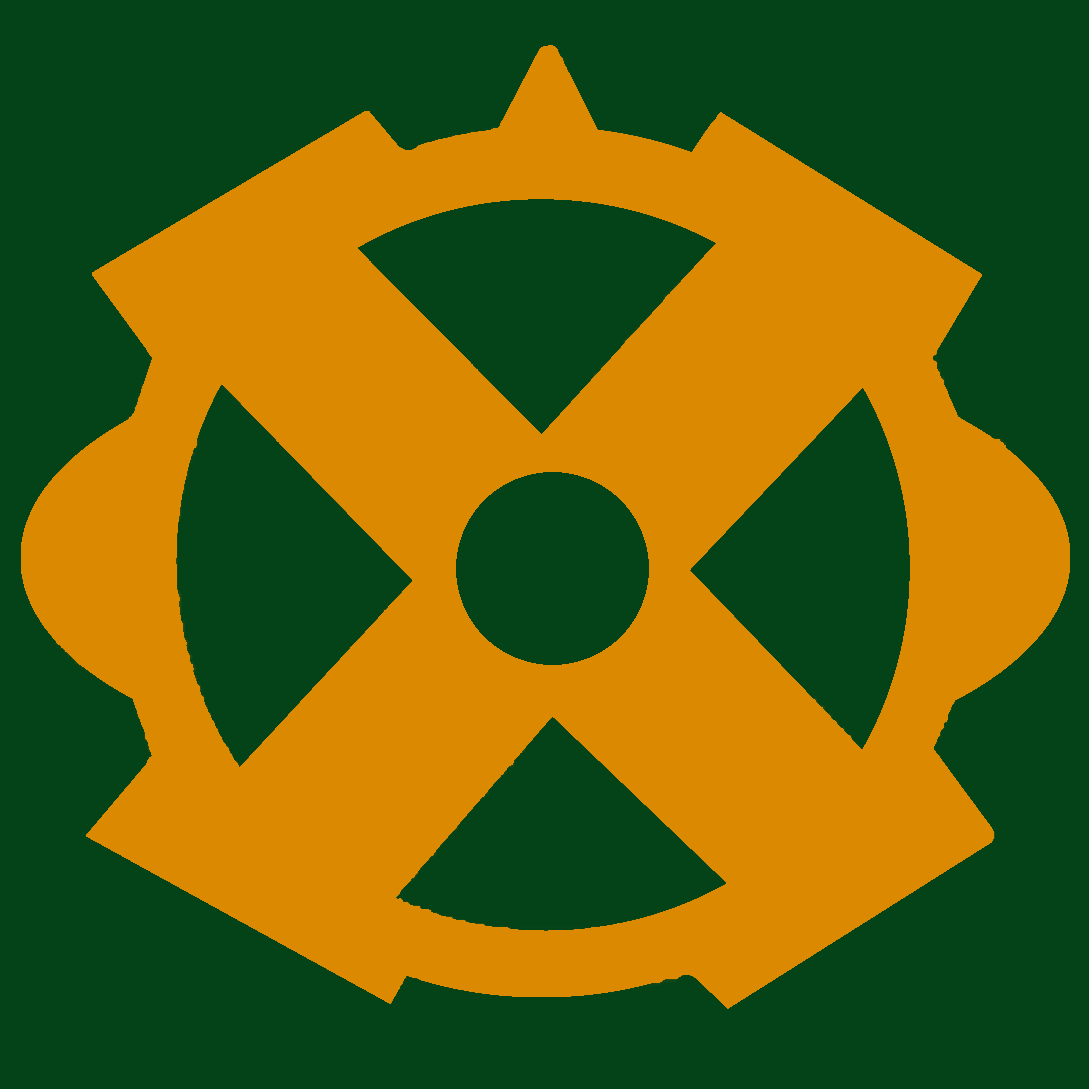
شعار الجبهة القومية المكسيكية

العنصرية في أمريكا الشمالية مصطلح يشير إلى مظاهر عنصرية بدول قارة أمريكا الشمالية، والعنصرية لا تختص بمكان أو زمان، وبالرغم من إدانتها من أغلب دول العالم حيث وقعت 170 دولة على الاتفاقية الدولية للقضاء على جميع أشكال التمييز العنصري إلا أنه يمكن القول بأنها توجد بأشكال مختلفة في كل بلد على ظهر الأرض.
وتختلف أشكال العنصرية من مكان لآخر وفق أسباب تاريخية أو ثقافية أو دينية أو اقتصادية.
ويمكن تعريف العنصرية بطرق مختلفة، لكن يتفق الجميع على أن العنصرية هي شعور يبديه الشخص تجاه شخص أو فئة معينة من الناس على أساس انتمائهم العرقي أو الديني أو الإثني وكثيرا ما يكون هذا الشعور مصحوبا بكره أو عداء. ويمكن أن يمتد ذلك الشعور إلى أبعد من ذلك فيصل إلى تعامل أو تصرفات عنصرية، كاستعمال العنف أو الإكراه أو المنع من حق ما.

## كندا
في دراسة استقصائية أجريت عام 2013 في 80 دولة من قبل رابطة مسح القيم العالمية، صنفت كندا بين المجتمعات الأكثر تسامحًا في العالم. في مؤشر التقدم الاجتماعي الذي صدر مؤخرًا، تحتل كندا المرتبة الثانية من حيث التسامح والتضامن.
لقد أصبح معظم الكنديين يعتبرون أنفسهم عموما أحراراً من التحيز العنصري، فهم يعتبرون كندا مجتمعاً أكثر شمولاً، وهي فكرة تعرضت لانتقادات. على سبيل المثال، تم التعامل مع السكان الأصليين في كندا بشكل سيء وتعرضوا لمصاعب كبيرة. وقد تم تحدي هذه التصورات عن التضمين و «عمى الألوان» في السنوات الأخيرة، حيث ذكر علماء مثل كونستانس باكهاوس أن التفوق الأبيض لا يزال سائدا في النظام القانوني للبلاد، مع خلق العنصرية الصارمة وتنفيذها من خلال القانون. بالإضافة إلى ذلك خلال تاريخ كندا، كانت هناك قوانين وأنظمة أثرت سلبًا على مجموعة واسعة من الأجناس والأديان ومجموعات الأشخاص.
يستخدم الكنديون مصطلح «الأقلية المرئية» للإشارة إلى الأشخاص ذوي الألوان، ويستخدم في قانون المساواة في التوظيف في كندا لعام 1995. ومع ذلك، فقد ذكرت لجنة الأمم المتحدة للقضاء على التمييز العنصري أن لديهم شكوك حول استخدام هذا المصطلح لأن هذا المصطلح يمكن اعتباره غير مقبول من قبل بعض الأقليات وأوصى بتقييم هذا المصطلح. ردا على ذلك، بذلت الحكومة الكندية جهودًا لتقييم كيفية استخدام هذا المصطلح في المجتمع الكندي من خلال تكليف العلماء وفتح ورش العمل.

## المكسيك
العنصرية في المكسيك لديها تاريخ طويل. تاريخياً، كان المكسيكيون ذوو ألوان البشرة الفاتحة يتحكمون بشكل مطلق في الأمريكيين ذوي البشرة الداكنة بسبب بنية النظام الطبقي الاستعماري الإسباني. عموما المكسيكيين البيض يشكلون غالبية الطبقة العليا في المكسيك وعلى هذا النحو، يشعر العديد من المكسيكيين البيض بشعور التفوق على الأمريكيين الهنود. السكان الذين يميلون إلى أن يكونوا في الغالب من ذوي الدخل المنخفض. في المكسيك، يشكلون الأشخاص ذوي البشرة الداكنة أو المنحدرين من أصل أصلي من الطبقات العاملة، في حين يشكل المكسيكيون ذوو البشرة الفاتحة من أصل أسباني غالبية الطبقة العليا. ومع ذلك، تجدر الإشارة إلى أن معظم الفقراء في المناطق الريفية في شمال المكسيك هم من المكسيكيين البيض في جنوب المكسيك، ولا سيما في ولايتي يوكاتان وتشياباس يشكل الهنود الحمر جزءًا كبيرًا من الطبقة العليا.